# Personnages de Desperate Housewives
Pour un article plus général, voir Desperate Housewives.

Logo de Desperate Housewives

Cet article présente les personnages du feuilleton télévisé Desperate Housewives.

## Personnages principaux
Sont considérés comme personnages principaux ceux qui sont mentionnés dans le générique du feuilleton lors des saisons indiquées (crédités en tant que vedettes).
| Personnage         | Acteur/actrice          | Saisons | Saisons | Saisons | Saisons | Saisons | Saisons | Saisons | Saisons |
| Personnage         | Acteur/actrice          | 1       | 2       | 3       | 4       | 5       | 6       | 7       | 8       |
| Susan Delfino      | Teri Hatcher            |         |         |         |         |         |         |         |         |
| Lynette Scavo      | Felicity Huffman        |         |         |         |         |         |         |         |         |
| Bree Van de Kamp   | Marcia Cross            |         |         |         |         |         |         |         |         |
| Gabrielle Solis    | Eva Longoria            |         |         |         |         |         |         |         |         |
| Edie Britt†        | Nicollette Sheridan     |         |         |         |         |         |         |         |         |
| Katherine Mayfair  | Dana Delany             |         |         |         |         |         |         |         |         |
| Renee Perry        | Vanessa Williams        |         |         |         |         |         |         |         |         |
| Rex Van De Kamp†   | Steven Culp             |         |         |         |         |         |         |         |         |
| Carlos Solis       | Ricardo Antonio Chavira |         |         |         |         |         |         |         |         |
| Paul Young         | Mark Moses              |         |         |         |         |         |         |         |         |
| Julie Mayer        | Andrea Bowen            |         |         |         |         |         |         |         |         |
| John Rowland       | Jesse Metcalfe          |         |         |         |         |         |         |         |         |
| Zach Young         | Cody Kasch              |         |         |         |         |         |         |         |         |
| Mary Alice Young†  | Brenda Strong           |         |         |         |         |         |         |         |         |
| Mike Delfino†      | James Denton            |         |         |         |         |         |         |         |         |
| Betty Applewhite   | Alfre Woodard           |         |         |         |         |         |         |         |         |
| Tom Scavo          | Doug Savant             |         |         |         |         |         |         |         |         |
| Karl Mayer†        | Richard Burgi           |         |         |         |         |         |         |         |         |
| Orson Hodge        | Kyle MacLachlan         |         |         |         |         |         |         |         |         |
| Dave Williams      | Neal McDonough          |         |         |         |         |         |         |         |         |
| Andrew Van De Kamp | Shawn Pyfrom            |         |         |         |         |         |         |         |         |
| Angie Bolen        | Drea de Matteo          |         |         |         |         |         |         |         |         |
| Ana Solis          | Maiara Walsh            |         |         |         |         |         |         |         |         |
| Karen McCluskey†   | Kathryn Joosten†        |         |         |         |         |         |         |         |         |
| Lee McDermott      | Kevin Rahm              |         |         |         |         |         |         |         |         |
| Bob Hunter         | Tuc Watkins             |         |         |         |         |         |         |         |         |
| Chuck Vance†       | Jonathan Cake           |         |         |         |         |         |         |         |         |
| Juanita Solis      | Madison De La Garza     |         |         |         |         |         |         |         |         |
| Ben Faulkner       | Charles Mesure          |         |         |         |         |         |         |         |         |

- Principal(e)
- Récurrent(e)
- Invité(e) spécial(e)
- Absent(e)

## Personnages secondaires
Les personnages suivants apparaissent dans le feuilleton de manière plus ou moins récurrente (crédités en tant que co-vedettes ou invités vedettes).

### Entourage deMary Alice Young

#### Jerry Shaw
- Interprété par : Richard Roundtree

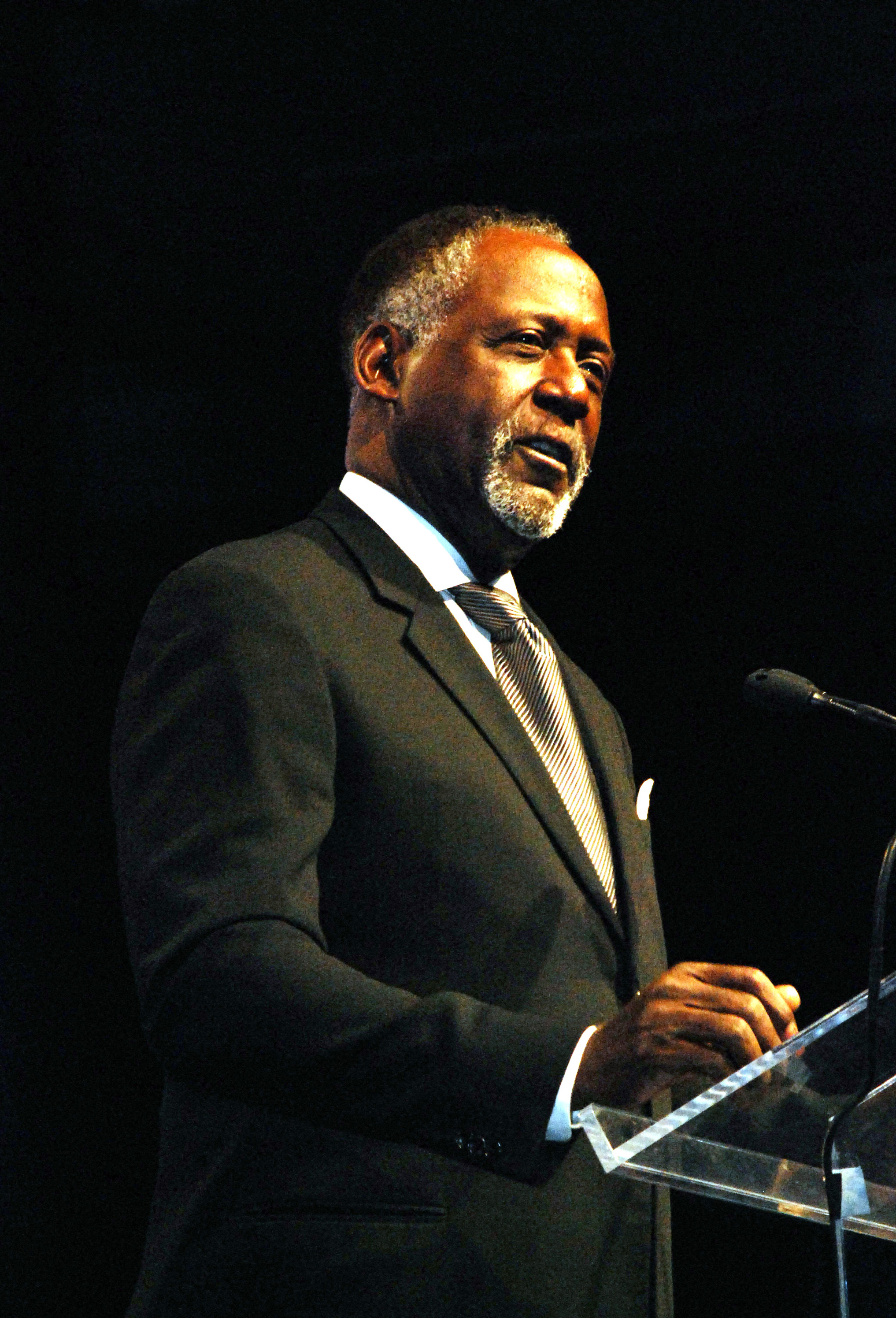
Richard Roundtree, interprète de Jerry Shaw

- Comédien de doublage (VF) : Jean-Michel Martial
- Nombre d'épisodes : 5
- Saison : 1
- Biographie :

Jerry Shaw est un inspecteur privé et tueur à gages de Fairview. Mr. Shaw apparaît pour la première fois dans l'épisode 1x04, Le Blues de la businesswoman où Paul l'engage afin de savoir qui a envoyé la lettre de chantage à sa femme, Mary Alice. Il apparaît ensuite dans l'épisode 1x07, Ça plane pour elle où Paul découvre qu'Edie Britt utilise le même type de papier que celui qui a servi de support pour la lettre de chantage. Plus tard, Jerry en vient à la conclusion que le papier venait de chez Martha Huber, Edie s'étant installée chez elle après que sa maison eut pris feu ; ce qui poussa Paul à tuer Martha. Jerry apparaît ensuite dans l'épisode 1x20, Mon mari à tout prix où Susan embauche, à son tour, M. Shaw pour enquêter sur la famille Young dont le fils, Zach, a mis le feu à sa cuisine. Sa dernière apparition remonte à l'épisode 21 de cette même saison, Deux hommes et un couffin où il lui donne de fausses informations. Elle demande alors d'enquêter sur Mike Delfino et Mr.Shaw lui révèle qu'il avait tué un policier et elle voit une photo de Noah et Kendra, reconnaissant Kendra immédiatement.

#### Docteur Sicher
- Interprété par : Gregg Daniel
- Nombre d'épisodes : 2
- Saison : 1
- Biographie :

Le Dr Sicher est docteur au Centre de Réhabilitation juvénile de Silvercrest où Zach a été interné. Il n'apprécie pas le fait que Paul refuse tout soin sur son fils.

#### Détective Burnett
- Interprété par : Brett Cullen
- Nombre d'épisodes : 2
- Saison : 1
- Biographie :

Le Détective Burnett est un détective chargé de l'affaire du meurtre de Deirdre Taylor qui questionne Paul à propos du coffre à jouets avec les restes de celle-ci.

#### Détective Beckerman
- Interprété par : John Lacy
- Nombre d'épisodes : 2
- Saison : 1
- Biographie :

Le Détective Beckerman est le partenaire du détective Burnett sur l'affaire du meurtre de Deirdre Taylor.

### Entourage deBetty Applewhite

#### Matthew Applewhite
- Interprété par : Mehcad Brooks

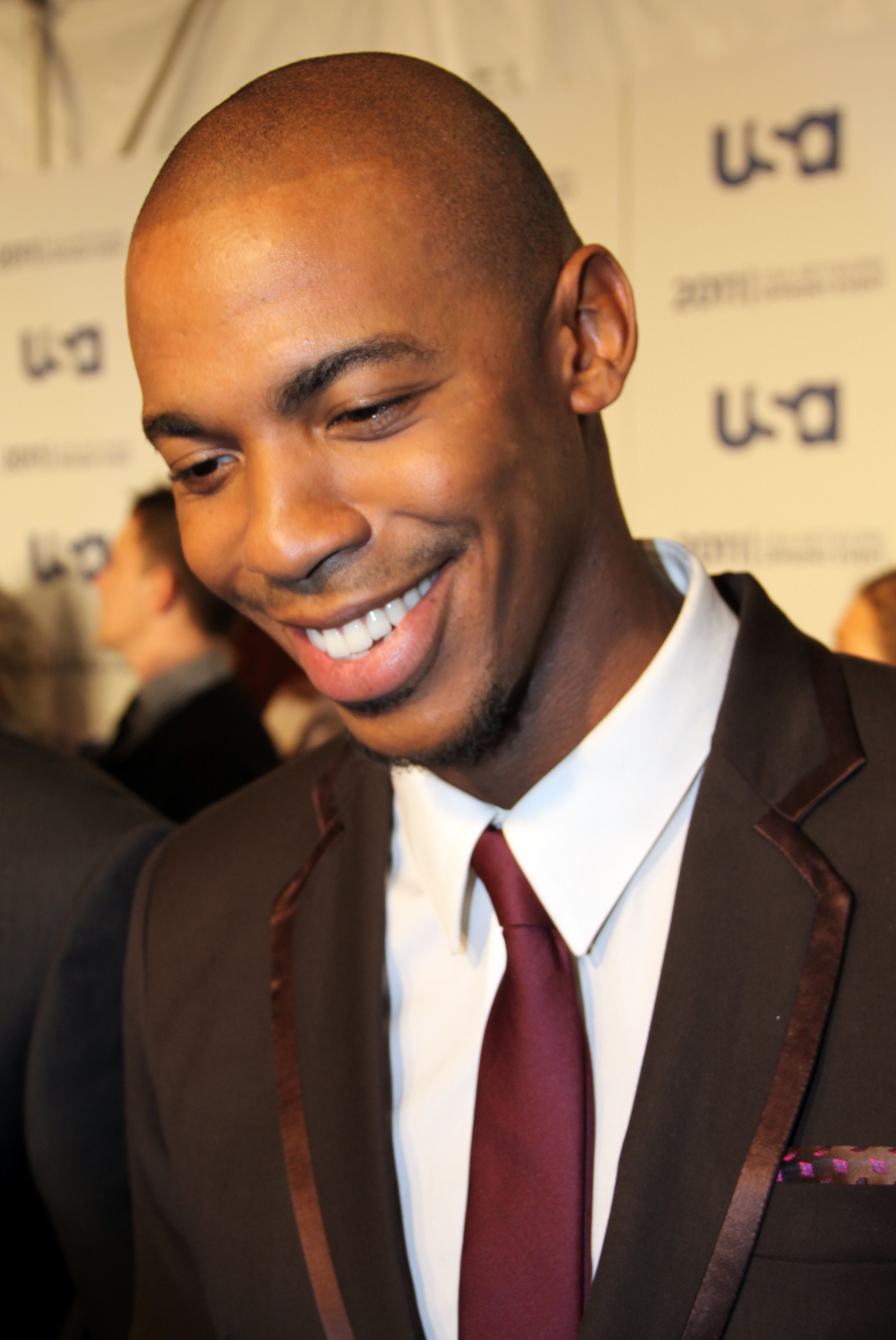
Mehcad Brooks, interprète de Matthew Applewhite

- Comédien de doublage (VF) : Adrien Antoine
- Nombre d'épisodes : 20
- Saisons : 1 et 2
- Biographie :

Matthew Applewhite, âgé de 19 ans, est le premier fils de Betty, qui se repose souvent sur lui pour l'aider à s'occuper de son frère Caleb, handicapé mentalement. Quand il habitait Chicago avec sa famille, Matthew a frappé Melanie Foster, sa petite amie, jusqu'à la mort dans le but de protéger sa famille contre toute poursuite, quand celle-ci avait l'intention de révéler à la police que Caleb l'avait, lui aussi, frappé. Matthew accusa ainsi Caleb auprès de sa mère, ce qui causa sa quarantaine dans le sous-sol de la maison.
Alors qu'il tente de rechercher son frère qui a fui, il pénètre dans le jardin des Van de Kamp. C'est là que Danielle Van De Kamp lui fait des avances et que naîtra leur relation. Ils simulent par la suite une tentative de viol de la part de Caleb dans le but que ce dernier soit arrêté par la police et ainsi, pouvoir se débarrasser de lui, qui était une charge importante de la famille. Sur le point de s'enfuir avec Danielle, Matthew vit Bree Van de Kamp s'opposer à cette fuite quand elle découvrit pendant son séjour à l'hôpital psychiatrique qu'il était l'assassin de Melanie Foster. Alors que Betty, après avoir su le véritable coupable, appela la police, Bree s'est rendue chez elle dans le but de protéger sa fille. Pointant Bree avec son arme, Matthew est finalement tué par balle par la police.

#### Caleb Applewhite
|                                                                          |  |  |
| Page Kennedy et NaShawn Kearse, les deux interprètes de Caleb Applewhite |  |  |

- Interprété par : Page Kennedy puis NaShawn Kearse
- Comédien de doublage (VF) : Daniel Lobé
- Nombre d'épisodes : 15
- Saison : 2
- Biographie :

Caleb Applewhite est le second fils de Betty. Atteint d'un retard mental, Caleb réside au début de la deuxième saison au sous-sol de la maison car Betty pensait qu'il était l'assassin de Melanie Foster. Durant une nuit, il arrive à s'échapper et se dirige vers la maison des Solis pour y manger de la crème glacée. Il terrorise cependant Gabrielle qui tombe dans les escaliers ce qui causa la perte de son bébé. Il est finalement arrêté par la police qui l'interne dans un hôpital psychiatrique. Son frère, Matthew et sa mère, Betty l'aident plus tard à s'évader de l'hôpital pour retourner à la maison.
Alors que les Applewhite sont sur le point de déménager, à la suite des soupçons des voisins, Matthew conseille à Caleb de dire au revoir à Danielle, pour qui il avait un faible, en l'embrassant. Considérant cela comme une tentative de viol, Betty décida de le tuer en incluant du poison dans la crème glacée que Caleb dégusterait lors d'un pique-nique, durant une journée au parc. Sur le point de manger sa crème glacée, Betty l'empêche quand Caleb lui révèle que Matthew lui avait demandé d'aller embrasser Danielle. Plus tard, Betty et Caleb sont arrêtés par la police pour le meurtre de Melanie Foster. C'est là que Betty apprend, par une tache de sang de Melanie trouvée sur la veste de Matthew, que ce dernier était en fait l'assassin de Melanie.
À la fin de la saison 2, après le décès de Matthew, Betty et Caleb déménagent donc dans le but de commencer une nouvelle vie plus sereine.

#### Melanie Foster
- Interprétée par : Joy Bisco
- Comédienne de doublage (VF) : Ariane Aggiage[1]
- Nombre d'épisodes : 1
- Saison : 2
- Biographie :

Melanie Foster est l'ancienne petite amie de Matthew à Chicago avec qui il avait rompu peu de temps avant le déménagement. Un soir, Caleb avait essayé de commencer une relation avec elle mais Melanie s'était moquée de lui, il avait assommé cette dernière avec une barre de fer. Ainsi, Caleb était soupçonné de l'avoir tuée ; quand Betty l'apprend, elle enferme Caleb dans le sous-sol de leur nouvelle maison de Wisteria Lane. Plus tard, on apprend que Matthew est en fait l'assassin de Melanie : Matthew se rendit au quai, là où l'attendait Melanie et malgré quelques blessures, elle était consciente et en bonne santé. Cependant, souhaitant se venger, Melanie avait menacé de révéler l'histoire à la police mais, afin d'épargner sa famille de poursuites, Matthew la tua.

#### Détective Morgan
- Interprété par : James Shanklin
- Nombre d'épisodes : 3
- Saison : 2
- Biographie :

Le Détective Morgan est détective à Chicago chargé de l'affaire du meurtre de Melanie Foster.

#### Curt Monroe
- Interprété par : Michael Ironside
- Nombre d'épisodes : 2
- Saison : 2
- Biographie :

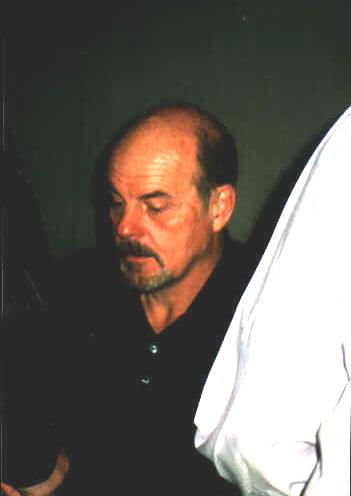
Michael Ironside, interprète de Curt Monroe

Curtis « Curt » Monroe est un détective privé qui a perdu sa licence quelques années auparavant, embauché par un membre de la famille Foster pour rechercher Caleb, suspecté d'être impliqué dans le meurtre de Melanie. Après l'avoir trouvé, Monroe tombe dans les escaliers après qu'une marche non réparée s'est cassée sous son poids, ce qui cause sa mort par étouffement. Betty et Matthew installent le corps dans la propre voiture de Monroe mais il est impossible de la démarrer car Matthew a laissé tomber les clés dans le coffre, là où se situait le corps. Finalement, le corps sera découvert lorsque Susan aura un accident de voiture.

### Entourage deAngie Bolen

#### Nick Bolen
- Interprété par : Jeffrey Nordling
- Comédien de doublage (VF) : Michel Dodane
- Nombre d'épisodes : 17
- Saison : 6
- Biographie :

Dominic « Nick » Bolen emménage à Wisteria Lane avec sa femme, Angie, et son fils, Danny, au début de la saison 6. C'est un ex-agent du FBI qui a aidé Angie à fuir Patrick Logan. Nick vivait autrefois avec sa famille à New York. Il a entretenu une liaison avec Julie Mayer.

#### Danny Bolen
- Interprété par : Beau Mirchoff
- Comédien de doublage (VF) : Donald Reignoux
- Nombre d'épisodes : 18
- Saison : 6
- Biographie :

Danny Bolen est le fils de Angie et Nick Bolen. Vivant autrefois à New York, il suit sa famille lors de leur déménagement dans Wisteria Lane au début de la saison 6. Il fait la connaissance de Julie qui l'aide pour ses devoirs et Danny l'invite au cinéma. Il semble qu'il ait des rapports très compliqués avec ses parents. Il apprend par la suite que son père a entretenu une relation avec Julie et menace de révéler la vérité à sa mère. Amoureux de Julie, il lui demande de sortir avec elle mais elle refuse. Il tente alors de mettre fin à ses jours en prenant une surdose de somnifères. Tiré d'affaire il dira à Mona, son infirmière, que son vrai nom n'est pas Danny mais Tyler, ce qu'il niera en reprenant ses esprits. Il se rapproche d'Ana Solis et se met en couple avec elle ce qu'Angie ne voit pas d'un bon œil. Angie confie à Gabrielle lors de leur voyage à New-York que Danny est le fils de Patrick Logan. À la fin de la saison 6 ses parents lui donne un billet pour New-York où il rejoindra Ana et sa grand-mère.

#### Eddie Orlofsky
- Interprété par : Josh Zuckerman
- Comédien de doublage (VF) : Alexandre Gillet
- Nombre d'épisodes : 11
- Saison : 6
- Biographie :

Eddie Orlofsky est un ami de Danny. C'est lui l'étrangleur de Wisteria Lane. En effet, à cause d'une enfance déplorable avec une mère alcoolique qui lui fait porter le fardeau de ses échecs, ce garçon pourtant sensible commet des crimes. Il emménage chez Lynette juste après le meurtre de sa mère, mais elle finit par découvrir la vérité alors qu'il est trop tard : Eddie la retient alors en otage dans sa maison. Lors de sa prise en otage, Lynette va perdre les eaux, Eddie l'aidera à mettre au monde sa petite fille puis Lynette lui demandera de se rendre, ce qu'il fera.

#### Emily Portsmith
- Interprétée par : Julie McNiven
- Nombre d'épisodes : 2
- Saison : 6
- Biographie :

Emily Portsmith était serveuse au Coffee Cup, un café de Fairview, elle aussi fut une victime d'Eddie Orlofsky l'étrangleur de la série.

#### Patrick Logan
- Interprété par : John Barrowman

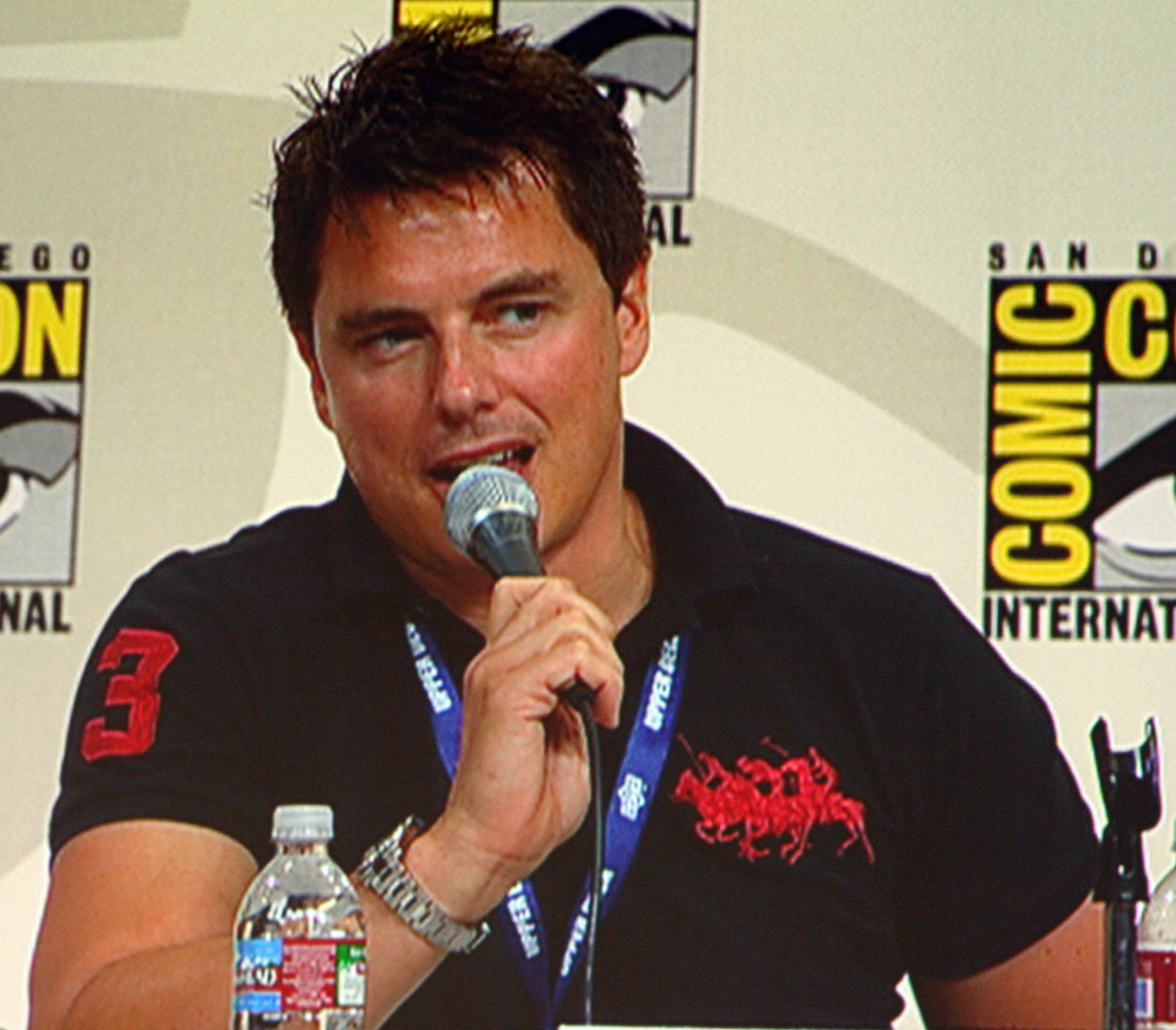
John Barrowman, interprète de Patrick Logan

- Comédien de doublage (VF) : Serge Faliu
- Nombre d'épisodes : 5
- Saison : 6
- Biographie :

Patrick Logan est l'homme qu'Angie Bolen fuit depuis plus de 20 ans. C'est le père biologique de Danny. Il finira par retrouver la famille Bolen à la fin de la saison 6. Il menace Angie et lui ordonne de fabriquer une bombe, ce qu'elle fera. Dans le dernier épisode de la saison 6, Patrick attache Danny à une chaise et cache la bombe fabriquée par Angie dans un placard. Il emmène ensuite Angie avec lui en voiture mais ils s'arrêteront à quelques mètres de la maison. C'est alors que Patrick appuie sur le détonateur, croyant que la bombe est à l'intérieur de la maison avec Danny. Angie court hors de la voiture mais s'arrête juste devant la maison à la grande surprise de Patrick. C'est là qu'elle se retourne en disant "elle est dans le détonateur" (En parlant de la bombe.)
Patrick, comprenant qu'il tient la bombe dans la main, insulte Angie avant de mourir dans l'explosion.

### Entourage deRenée Perry

#### Doug Perry
- Interprété par : Reggie Austin
- Nombre d'épisodes : 1
- Saison : 7
- Biographie :

Doug Perry est le premier mari de Renée. Joueur de Baseball pour les Yankees de New York, il quitte Renée pour Tina, la secrétaire de son agent. Réalisant l'erreur qu'il a commis, Doug voyage jusqu'à Fairview pour tenter de reconquérir Renee, ce qu'il réussira à faire mais il la quitte à nouveau lorsque Gabrielle lui apprend que Renée a couché avec son avocat. Elle et lui décident finalement de divorcer. À la fin de la saison, il appelle son ex-femme pour lui annoncer son mariage avec sa maîtresse, ce qui déprime Renée au plus haut point.

#### Ben Faulkner
- Interprété par : Charles Mesure

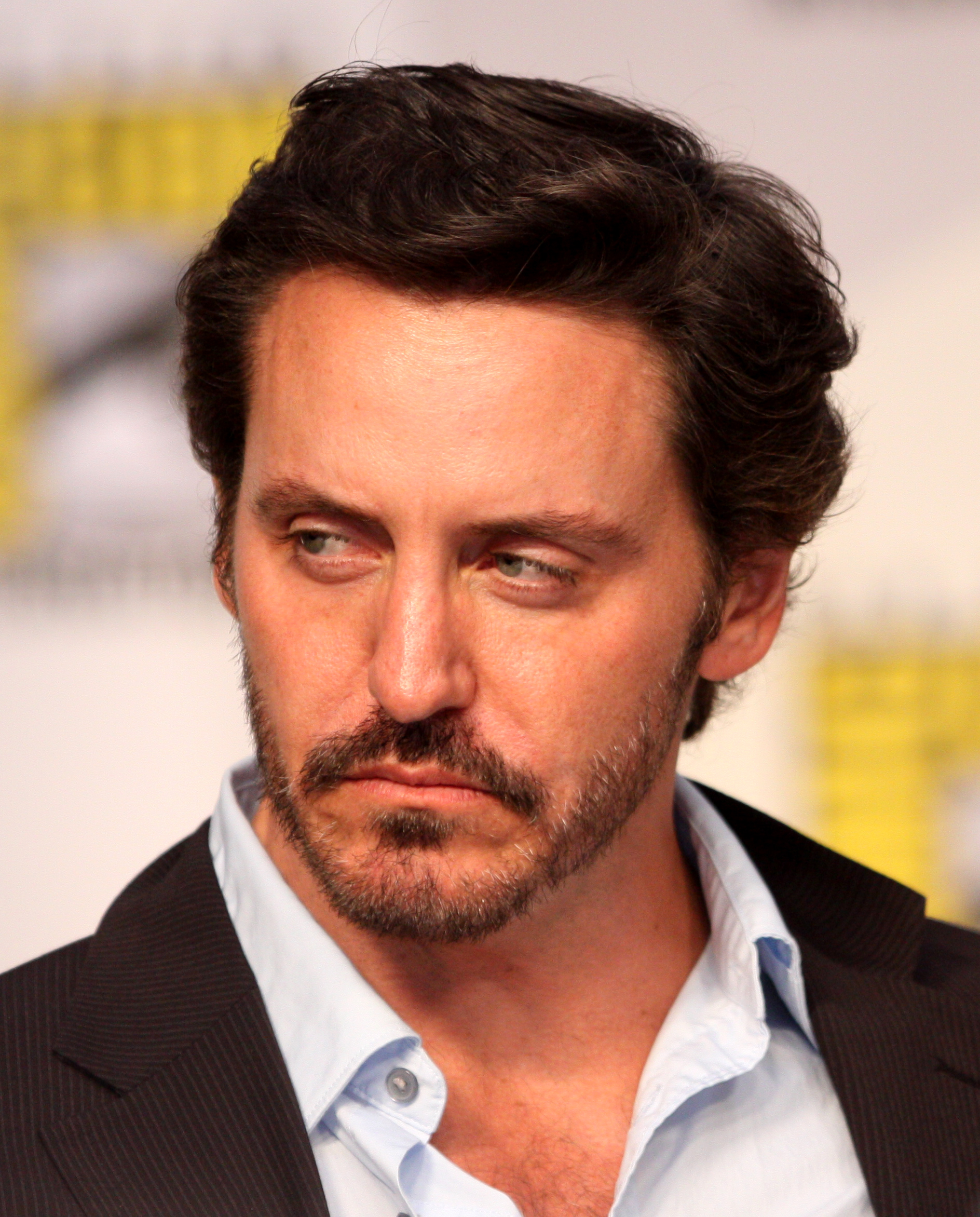
Charles Mesure, interprète de Ben Faulkner

- Comédien de doublage (VF) : Paul Borne
- Nombre d'épisodes : 15
- Saison : 8
- Biographie :

Ben Faulkner est un nouvel habitant qui habite la maison de Felicia Tilman et qui apparaît dans la saison 8. Il est entrepreneur immobilier. Il sort par la suite avec Renee Perry. Il devient ami de Bree et, au grand dam de Renée, la console de ses malheurs à la suite de la mort d'Alejandro. Ben protège Bree face à Chuck, revenu pour se venger, et Ben va être autant l'ennemi de Chuck que Bree. Chuck menace ainsi Ben de couper court son chantier; mais il est renversé cette nuit-là. Mais Ben, qui n'a pas assez d'argent pour son projet, en emprunte à un usurier mafieux: heureusement, Mike Delfino, son employé et voisin, l'en arrête à temps. Mais Ben a toujours besoin d'argent et voit maintenant sa copine Renée comme une possible vache à lait. Il demande donc à cette dernière de se marier avec lui, mais voyant qu'il n'est pas engagé autant qu'elle, Ben avoue la vérité à Renée et celle-ci le quitte, furieuse et le cœur brisé. Cette dernière lui pardonnera cependant et il finiront par se marier dans le tout dernier épisode de la saison 8.
Ben se démarque aussi par son courage psychologique. A la fin de la saison 8, Bree Van de Kamp est arrêtée pour le meurtre d'Alejandro. Ben est interrogé par le tribunal qui le voit comme le principal témoin qui pourrait faire tomber Bree. Bien que sachant la vérité sur l'implication de Bree dans le meurtre, Ben se tait obstinément, malgré les menaces d'extradition vers l'Australie et plusieurs nuits en prison. Ben refuse de répondre aux questions jusqu'au bout, évitant à Bree de passer des années en prison. A la fin du procès, Bree acquittée dit à Ben "Tu es mon héros !".

### Entourage deKaren McCluskey

#### Roy Bender
- Interprété par : Orson Bean
- Comédien de doublage (VF) : Jean-François Laley
- Nombre d'épisodes : 23
- Saisons : 6 à 8
- Biographie :

Roy Bender entretient une relation avec Karen au début de la sixième saison. Ensemble, ils découvrent Julie Mayer après qu'elle a été étranglée. Lynette embauche plus tard, Roy comme bricoleur, à la demande de Karen. Roy se révèle être un peu vieux jeu lorsqu'il s'agit de femmes et n'aime pas lorsque Lynette contredit Tom et va derrière son dos pour obtenir l'approbation de ce dernier sur les choses à faire dans la maison. Il est aux côtés de Karen quand l'avion se crashe sur Wisteria Lane, mais lui et Karen parviennent à sortir de sa trajectoire à temps. Il est aussi chargé par Bree de veiller sur Orson lorsqu'elle craint qu'il se suicide.
Avant Karen, Roy était marié avec une certaine Miriam qui est décédée.

#### Roberta Simmons
- Interprétée par : Lily Tomlin

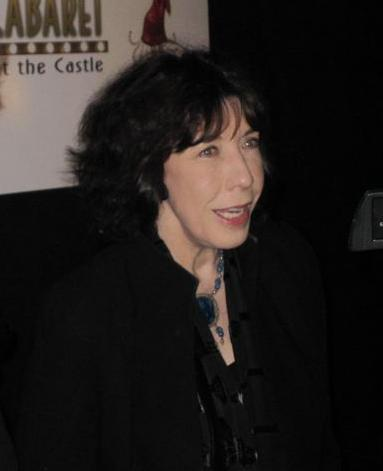
Lily Tomlin, interprète de Roberta Simmons

- Comédienne de doublage (VF) : Pascale Jacquemont
- Nombre d'épisodes : 6
- Saisons : 5
- Biographie :

Roberta Simmons  est la sœur de Karen McCluskey. Elle apparaît d'abord dans la cinquième saison, quand Karen est hospitalisée, Dave l'ayant fait passer pour folle. Karen demande à Roberta de l'aider à creuser dans le passé de Dave. Roberta découvre alors que Dave a été contacté à plusieurs reprises par le Dr Samuel Heller, un psychiatre pour criminels. Les deux sœurs voyagent vers l'Est pour rencontrer Heller, mais elles ne le trouvent pas, ce dernier ayant déjà été assassiné par Dave. Lorsque la réceptionniste du docteur apprend qu'il est mort, elle appelle Roberta pour l'avertir et les deux sœurs s'associent une nouvelle fois, et rentrent par effraction dans la maison de Dave pour obtenir des preuves mais sont arrêtées par des détectives. Lors de l'interrogatoire, chacun découvre finalement que Dave doit être après Susan et Mike pour avoir tué sa famille dans un accident de voiture.

### Entourage deBob Hunter

#### Lee McDermott
- Interprété par : Kevin Rahm

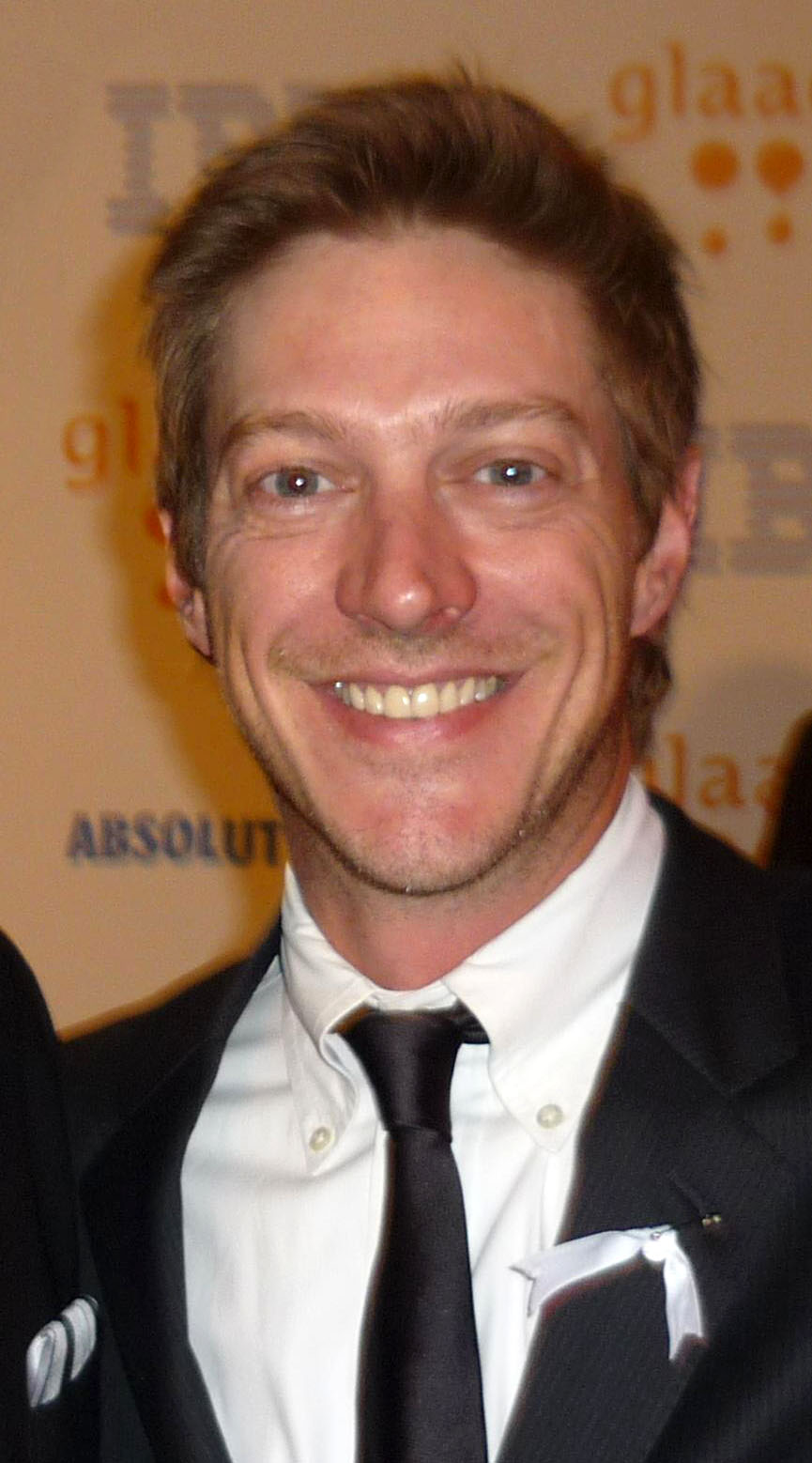
Kevin Rahm, interprète de Lee McDermott

- Comédien de doublage (VF) : Pierre Tessier
- Nombre d'épisodes : 53
- Saisons : 4 à 8
- Biographie :

Lee McDermott est en couple avec Bob Hunter avec qui il s'est installé dans Wisteria Lane lors de la saison 4. Leur arrivée est très vite remarquée par leur nouvelle installation dans leur jardin : une fontaine en métal. La saison 4 se termine par leur mariage, interrompu par l'arrivée de l'ex-mari de Katherine Mayfair. Au fil de la saison 5, Lee devient un ami proche des autres personnages principaux, participant de temps à autre à leurs réunions hebdomadaires de poker.
À la saison 6, Lee devient l'agent immobilier de Wisteria lane à la suite du décès de Edie Britt. Lee se rapprochera de Gabrielle Solis, cette dernière proposera à Lee et Bob d'être leur mère porteuse, mais à la suite d'un malentendu elle renoncera. Cette décision va mettre un terme au couple. Lee partira de Wisteria lane. Cependant dans les dernières secondes de la saison 6, Lee réapparaît pour vendre la maison de Susan et Mike à Paul Young.
Dans la Saison 7, Lee est souvent présent dans Wisteria lane. Malgré sa séparation avec Bob, il reste très proche des habitants de Wisteria Lane et reste aussi l'agent Immobilier. Grâce à Gabrielle, Lee et Bob se remettront ensemble dans l'épisode 8. Il sera mêlé à son insu au plan machiavélique de Paul Young, ce dernier tente d'acheter le maximum de maisons à Wisteria Lane afin de mettre son plan à exécution. Lee vendra 7 maisons à Paul Young. Dans l'épisode 10 de la saison 7, Lee est pris au piège de Paul Young, en effet le Quartier est contre L'agent immobilier, lui reprochant d'avoir aidé Paul à réaliser son plan, Par la suite, Voyant que le Quartier est contre eux, Lee décide de vendre sa maison à Paul Young afin de quitter Wisteria Lane. Il sera attaqué par les habitants de Fairview lors de la manifestation et sera secouru par Lynette et Bob. Plus tard il adoptera une fille de 10 ans : Jenny, avec Bob.
Dans la saison 8, Lee sera chargé, par Susan, de vendre sa maison. Alors que cette dernière souhaitait l'annoncer que tardivement à ses amies, Lee la poussera à le dire beaucoup plus tôt que prévu, car il a réussi à vendre la maison.

#### Jenny Hunter-McDermott
- Interprétée par : Isabella Acres
- Nombre d'épisodes : 3
- Saison : 7 et 8
- Biographie :

Jenny Hunter-McDermott est la fille adoptive de Bob et Lee. Elle joue du violon. Dans la saison 8, elle se rapproche de Renee, ce que redoute Lee, craignant qu'elle veuille une maman.

## Autres personnages

### Mona Clark
- Interprétée par : Maria Cominis
- Comédienne de doublage (VF) : Véronique Rivière
- Nombre d'épisodes : 11
- Saisons : 1 à 3; 5 à 6; 8
- Biographie :

Mona Clark est infirmière au Mémorial Hospital de Fairwiew. On la voit dans quelques épisodes comme l'épisode où les petits Scavo avaient des poux et on les a accusés. C'est l'infirmière qui s'occupe de Danny Bolen quand il a tenté de se suicider. Elle fait du chantage aux Bolen parce que Danny a avoué une chose faisant supposer qu'Angie est une terroriste. Elle leur demande 67 000 dollars contre la promesse de garder leur secret mais elle fut tuée pendant le crash d'avion sur Wisteria Lane. On voit son fantôme dans la scène finale de la série.

### Alberta Fromme
- Interprétée par : Betty Murphy
- Comédienne de doublage (VF) : Maria Tamar
- Nombre d'épisodes : 5
- Saisons : 1 à 3
- Biographie :

Alberta Fromme est une femme célibataire, à la suite d'un veuvage ou d'un divorce. Elle possède un chat, Monsieur Moustache qu'elle confie à des voisins quand elle s'absente de Wisteria Lane. Elle le confie, une fois, à Susan Mayer, faute d'autre possibilité. Quand Susan cherche le chat, Mike entre par effraction dans la maison d'Alberta. Cependant, Monsieur Moustache resta indemne. Alberta n'est plus apparue depuis la troisième saison.

### Ida Greenberg
- Interprétée par : Pat Crawford Brown
- Comédienne de doublage (VF) : Claude Chantal
- Nombre d'épisodes : 27
- Saisons : 1 à 4
- Biographie :

Ida Greenberg est célibataire, à la suite d'un veuvage ou d'un divorce. Elle apparaît pour la première fois dans l'épisode 1x05 où elle dit qu'à chaque fois qu'elle prenait une douche, quelqu'un la regardait à travers la fenêtre de la salle de bains. Puis, elle apparaît dans l'épisode suivant, Mes fils, ma bataille où Susan emprunte sa voiture pour suivre Paul Young sans être remarquée. Ida est aussi connue pour voler les journaux de Bree Van de Kamp comme dans l'introduction de l'épisode 1x16, La plus belle pour me faire coffrer. Ida est aussi connue comme étant alcoolique : Lors d'une nuit, alors qu'elle voulait arrêter l'alcool, elle regarda le ciel et crut à un message de Dieu quand sa bouteille d'alcool se cassa littéralement. En réalité, Susan et Mike étaient en train de lutter contre Zach qui avait un revolver et un coup fut porté vers la bouteille d'Ida. Ida continue, depuis, à être un personnage récurrent. Dans l'épisode 9 de la saison 4, Iors de la tornade qui dévaste Wisteria Lane, Ida laisse Tom et ses enfants se réfugier sous l'escalier de la cave de Karen McCluskey, restant dans un coin de la pièce à cause d'un manque de place. Elle décède dans cette catastrophe, sauvant la famille Scavo. Ida est aussi la tante du Dr. Lee Craig. Dans l'épisode suivant, on apprend qu'elle était une joueuse de Baseball professionnelle, ayant même été dans l'équipe nationale féminine américaine pendant la Seconde Guerre mondiale, ses cendres furent d'ailleurs dispersées dans le stade où elle battit un record mondial en 1944, selon Karen McCluskey.

### Martha Huber
- Interprétée par : Christine Estabrook
- Comédienne de doublage (VF) : Marie-Martine
- Nombre d'épisodes : 11
- Saisons : 1; 5; 7 et 8
- Biographie :

Martha Huber (née Tilman) est une veuve qui habite à Wisteria Lane. Elle est surtout connue pour avoir rédigé la lettre de chantage adressée à Mary Alice Young dans laquelle elle a souligné le fait qu'elle savait que Paul et Mary Alice Young avaient acheté le bébé de Deirdre Taylor. Martha est la première à apercevoir le corps inerte de Mary Alice. Quand Paul Young apprend que Martha faisait chanter Mary Alice, il lui demande des explications. Voyant qu'elle n'a aucun regret, Paul l'étrangle pour la tuer. Plus tard, sa sœur, Felicia Tilman emménage à Wisteria Lane dans sa maison pour savoir qui a commis le meurtre. Après sa mort, dans l'épisode 8 de la saison 1, elle apparaît dans des flash-backs (épisodes 1x11; 1x12; 1x20; 5x13; 7x01 et 8x23), elle est vue pour la dernière fois dans l'épisode final, en fantôme aux côtés de Bradley Scott et d'Alma Hodge.
- Anecdote :
  - À l'origine, Martha devait s'appeler Edith Huber.

### Mitzi Kinsky
- Interprétée par : Mindy Sterling

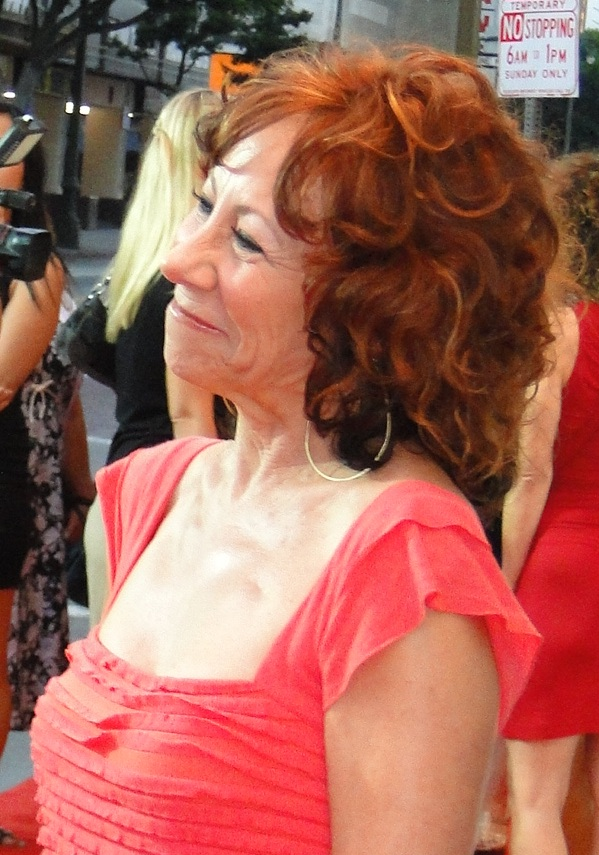
Mindy Sterling, interprète de Mitzi Kinsky

- Comédienne de doublage (VF) : Régine Teyssot
- Nombre d'épisodes : 6
- Saisons : 6 et 7
- Biographie :

Mitzi Kinsky est une résidente de Wisteria Lane qui habite au 4347, la maison ayant appartenu à Ida Greenberg. Elle apparaît à partir de la sixième saison. Mitzi n'est pas réputée pour sa sympathie, elle aura des conflits avec Angie Bolen mais aussi avec Susan Mayer. Durant la saison sept, elle est mêlée de près à l'affaire "Paul Young". En effet, ce dernier fera croire aux habitants de Wisteria Lane que Mitzi lui a vendu sa maison, dans le but de piéger Lee McDermott. Dans la saison 8, on ne la voit pas mais elle offre de la confiture à la famille Delfino après la mort de Mike. On peut aussi voir Mitzi dans une histoire non diffusée montrée dans les bonus de la saison 6; on y voit Susan être tiraillée entre le jogging avec Mitzi et le jogging avec Karen. Selon la rumeur, cette scène devait appartenir à l'épisode 16.

### Edwin Mullins
- Interprété par : Cheyenne Wilbur
- Nombre d'épisodes : 3
- Saison : 1
- Biographie :

Edwin Mullins est un taxidermiste qui garde de nombreux animaux empaillés dans sa maison, comme dit Susan qui fut invitée par Edwin à rencontrer tous ses animaux. La famille Mullins a aussi des problèmes avec des adolescents qui propulsent du papier toilette à l'extérieur de la maison ; ils gardent également une clé de la maison de Karen McCluskey et Bree garde aussi leur clé de maison. La famille Mullins quitte Wisteria Lane après d'étranges événements dans le quartier : meurtres, suicides, chantage, violence et incendies. Le frère de Mr Mullins était l'avocat de Susan durant son divorce avec Karl.

### Eli Scruggs
- Interprété par : Beau Bridges

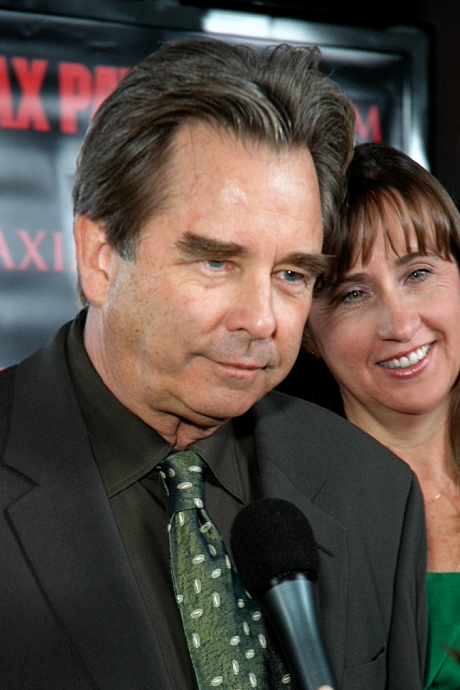
Beau Bridges, interprète d'Eli Scruggs

- Comédien de doublage (VF) : José Luccioni
- Nombre d'épisodes : 1
- Saison : 5
- Biographie :

Eli Scruggs est l'homme à tout faire de Wisteria Lane. C'est Mary Alice qui lui a donné son premier travail lorsqu'il est arrivé à Fairview : la réparation d'un vase. Il a par ailleurs eu une grande influence dans la vie des femmes de Wisteria Lane : il a épaulé Susan à chacune de ses déceptions amoureuses, permis à Gabrielle de devenir amie avec Mary Alice, Lynette, Bree et Susan, donné à Bree l'idée d'écrire un livre de cuisine et réconforté Edie quand celle-ci douta de sa féminité après sa séparation d'avec son mari. Il est le dernier à avoir vu Mary Alice avant qu'elle se suicide. Elle lui offre, à cette occasion, son vase. Il meurt d'une crise cardiaque alors qu'il répare le toit de Susan.

### Art Shephard
Pour les articles homonymes, voir Shephard.
- Interprété par : Matt Roth
- Comédien de doublage (VF) : Renaud Marx
- Nombre d'épisodes : 4
- Saison : 3
- Biographie :

Arthur « Art » Shephard est un ancien maître-nageur qui a déménagé dans l'ancienne maison des Young avec sa sœur Rebecca gravement malade. Il sauve la vie de Lynette Scavo dans un supermarché lors de la prise d'otages de Carolyn Bigsby. Lynette souhaite alors le remercier en lui apportant un gâteau mais n'étant pas là, elle lui écrit un mot après avoir posé le gâteau dans la salle à manger. Pendant ce temps, Parker, qui accompagne sa mère, se dirige dans le salon et Lynette découvre une salle remplie de jouets ainsi que de très nombreuses photos d'enfants moitié-nus sur un pan de mur. Lynette commence alors à avoir de sérieux doutes sur lui et décide de mettre au courant Karen McCluskey qui met, à son tour, de nombreuses personnes au courant. Rebecca vient plus tard à la rencontre de Lynette pour défendre son frère, affirmant qu'il n'est pas pédophile et elle meurt par la suite d'une crise cardiaque due au stress de la manifestation organisée contre Art devant leur maison. À son retour, après le décès de sa sœur, Art est en train de charger ses affaires quand Lynette lui présente des excuses. Art la remercie et explique que Rebecca n'avait vu de lui que du bon et qu'elle ne voyait pas, par conséquent, tous ses véritables actes pédophiles et que, dorénavant, grâce à sa mort, il serait totalement libre pour continuer ses activités malsaines dans un nouveau quartier.
- Anecdote :
  - Art Shephard devait à l'origine s'appeler Art Washburn[4]

### Rebecca Shephard
- Interprétée par : Jennifer Dundas
- Comédienne de doublage (VF) : Élisa Bourreau[1]
- Nombre d'épisodes : 2
- Saison : 3
- Biographie :

Rebecca Shephard est la sœur d'Arthur. Très malade, elle vit avec son frère qui lui cache ses activités pédophiles. Rebecca se déplace dans un fauteuil roulant et meurt d'une crise cardiaque causée par le stress, à cause d'une manifestation contre son frère.

### Felicia Tilman
- Interprétée par : Harriet Sansom Harris
- Comédienne de doublage (VF) : Élisabeth Wiener
- Nombre d'épisodes : 28
- Saisons : 1 à 2; 7
- Biographie :

Felicia Tilman est la sœur de Martha Huber qui emménage dans la maison de sa sœur après la mort de cette dernière. Felicia a toujours détesté sa sœur mais souhaite malgré tout venger son assassinat. Avant d'arriver à Fairview, Felicia travaillait dans l'Utah avec Mary Alice Young, autrefois nommée Angela Forrest. Après avoir découvert l'assassin, en l'occurrence Paul Young, Felicia souhaite dévoiler la vérité au fils de celui-ci, Zach, en le faisant chanter. Cependant, ce dernier l'attaque en la faisant tomber des escaliers, lui causant des blessures au cou. Après une brève période d'hospitalisation, Felicia revient à Fairview en tant qu'infirmière de Noah Taylor afin d'obtenir des informations sur Paul Young. Après avoir envoyé une lettre anonyme à Noah dans laquelle elle lui annonce qu'il est grand-père, Felicia revient à Wisteria Lane pour attendre la mort de Paul Young. Malheureusement pour elle, Paul parvient plusieurs fois à échapper aux assassins envoyés par Noah, ce qui déclenche une succession d'événements dramatiques.
Felicia est invitée à l'anniversaire d'Edie Britt à qui elle offre le dentier de sa défunte sœur. Elle gâche la fête en annonçant qu'un assassin est présent et qu'il s'agit de Paul. Elle tente par la suite de le tuer à trois reprises : en étalant de la graisse sur le seuil de sa maison pour provoquer un accident, en remplaçant l'huile du barbecue par de l'essence et en faisant appel à un service d'extermination de cafards. Finalement, elle change de tactique : en l'absence de Paul et Zach, elle se procure les clés de leur maison, répand son sang dans leur cuisine puis se tranche deux doigts qu'elle pose à l'arrière de la voiture de Paul, avant d'appeler la police. Ensuite, elle s'isole dans une cabane, prenant le nom de sa sœur en attendant la suite de l'affaire. Felicia Tilman est plus tard mentionnée par Paul, qui voulait être innocenté de son prétendu meurtre.
Plusieurs années après, elle commet un excès de vitesse. N'ayant pas de papiers, elle est arrêtée par les policiers, qui découvrent sa véritable identité. Felicia est alors emprisonnée pour deux ans.
On apprend dans l'épisode 7 de la saison 7 qu'elle a une fille, Beth Young (la nouvelle épouse de Paul Young).
Après le suicide de sa fille, Felicia demande une libération conditionnelle, laquelle est acceptée. Elle acquiert l'ancienne maison de Katherine (que Paul avait achetée, mais qu'il avait mise au nom de Beth, pour ne pas éveiller les soupçons) pour se rapprocher de Paul et se venger. Elle va ensuite profiter de la confiance que lui accorde Susan pour assassiner ce dernier. Elle s'arrange pour être en compagnie de Susan lorsqu'elle prépare le repas de Paul, afin d'y mettre du poison. Quand la police découvre qu'elle est l'auteur de l’empoisonnement, elle tente de tuer Paul chez lui, mais Susan arrive à ce moment-là. Elle essaie alors de tuer Susan mais Paul arrive à se détacher et l'étrangle ; il la lâche à temps et elle s'enfuit. Partie en voiture avec les cendres de Beth, Felicia, en prenant une carte routière, renverse l'urne. Aveuglée par les cendres, elle fonce droit sur un camion. On peut supposer qu'elle perd la vie à ce moment-là.

### Beth Young
- Interprétée par : Emily Bergl
- Comédienne de doublage (VF) : Valérie Nosrée
- Nombre d'épisodes : 18
- Saison : 7 et 8
- Biographie :

Beth Young arrive à Wisteria Lane au début de la septième saison. Elle est la nouvelle épouse de Paul Young. Ils reviennent vivre ensemble à Wisteria Lane dans l'ancienne maison de Susan, qu'ils louent. Apparaissant comme un personnage énigmatique, on apprend dans l'épisode 7 de la saison 7 qu'elle est en fait la fille de Felicia Tilman. Sa mère l'a poussée dans les bras de Paul pour en savoir davantage sur le meurtre de sa tante, Martha Huber. Peu à peu, Beth commence à ressentir de réels sentiments pour Paul. Mais après qu'il a découvert qui est vraiment Beth, il la jette dehors. Elle se suicide à la fin de l'épisode 16 afin de faire don d'un de ses reins à Susan.
Elle apparaît dans le dernier épisode de la saison 8 dans lequel elle apparaît parmi les nombreux fantômes regardant Susan quitter Wisteria Lane.